# Diula
I Diula (anche Dioula, Dyula o Jula ) sono un gruppo etnico dell'Africa occidentale, che vive principalmente in Burkina Faso, Costa d'Avorio, Mali e Ghana. La loro lingua madre è la lingua diula, che grazie ai commerci e alle migrazioni, è stata per molti secoli una lingua franca nella regione. Danno il nome alla città di Bobo-Dioulasso, in Burkina Faso, che significa "patria del popolo Bobo di lingua diula". 
I Diula emersero come una casta di commercianti itineranti (dyula è in effetti la parola mandingo per "mercante") a partire dal XIII secolo, adottando la religione islamica e stabilendo comunità commerciali in tutta l'Africa occidentale. Poiché gli affari venivano spesso condotti sotto governanti non musulmani, i diula svilupparono una serie di principi teologici per le minoranze musulmane nelle società non musulmane. Il loro contributo al commercio a lunga distanza, alla cultura islamica e alla tolleranza religiosa furono fattori significativi nell'espansione pacifica dell'Islam nell'Africa occidentale.